# Ardus Taszkent
Ardus Taszkent – uzbecki klub futsalowy z siedzibą w mieście Taszkent, obecnie występuje w najwyższej klasie rozgrywkowej Uzbekistanu.

## Sukcesy
- finalista Klubowych Mistrzostw AFC w futsalu (1): 2012, 2006 (nieoficjalny)
- Mistrzostwo Uzbekistanu (6): 2004/05, 2005/06, 2006/07, 2009/10, 2010/11, 2011/12
- Puchar Uzbekistanu (4): 2005/06, 2006/07, 2008/09, 2009/10
- Puchar Związku Futsalu Uzbekistanu (2): 2010, 2014